# Cantó de Mâcon-Sud
El cantó de Mâcon-Sud és un cantó francès del departament de Saona i Loira, situat al districte de Mâcon. Té 8 municipis i part del de Mâcon.

## Municipis
- Bussières
- Davayé
- Fuissé
- Mâcon (part)
- Prissé
- Solutré-Pouilly
- Varennes-lès-Mâcon
- Vergisson
- Vinzelles

## Història
| Data d'elecció                           | Identitat         | Partit           | Qualitat |
| ---------------------------------------- | ----------------- | ---------------- | -------- |
| 1945-1949                                | Henri Devaux      | PCF              |          |
| 1949-1955                                | Paul Picard       | RPF              |          |
| 1955-1973                                | Pierre Martinerie | CNIP             |          |
| 1973-1979                                | Jean Roux         | UDF              |          |
| 1979-1985                                | Jean-Pierre Worms | PS               |          |
| 1985-2004                                | Roger Couturier   | RPR, després UMP |          |
| 2004-                                    | Pierre Martinerie | PS               |          |
| les dades anteriors no són pas conegudes |                   |                  |          |
|                                          |                   |                  |          |